# Bronica (obwód winnicki)
Bronica (ukr. Бронниця, ros. Бронница, rum. Bronnîțea) – wieś na Ukrainie, w obwodzie winnickim, w rejonie mohylowskim, nad Dniestrem.
W czasach Rzeczypospolitej wieś leżała w województwie podolskim. Odpadła od Polski w wyniku II rozbioru.